# 北方ルネサンス

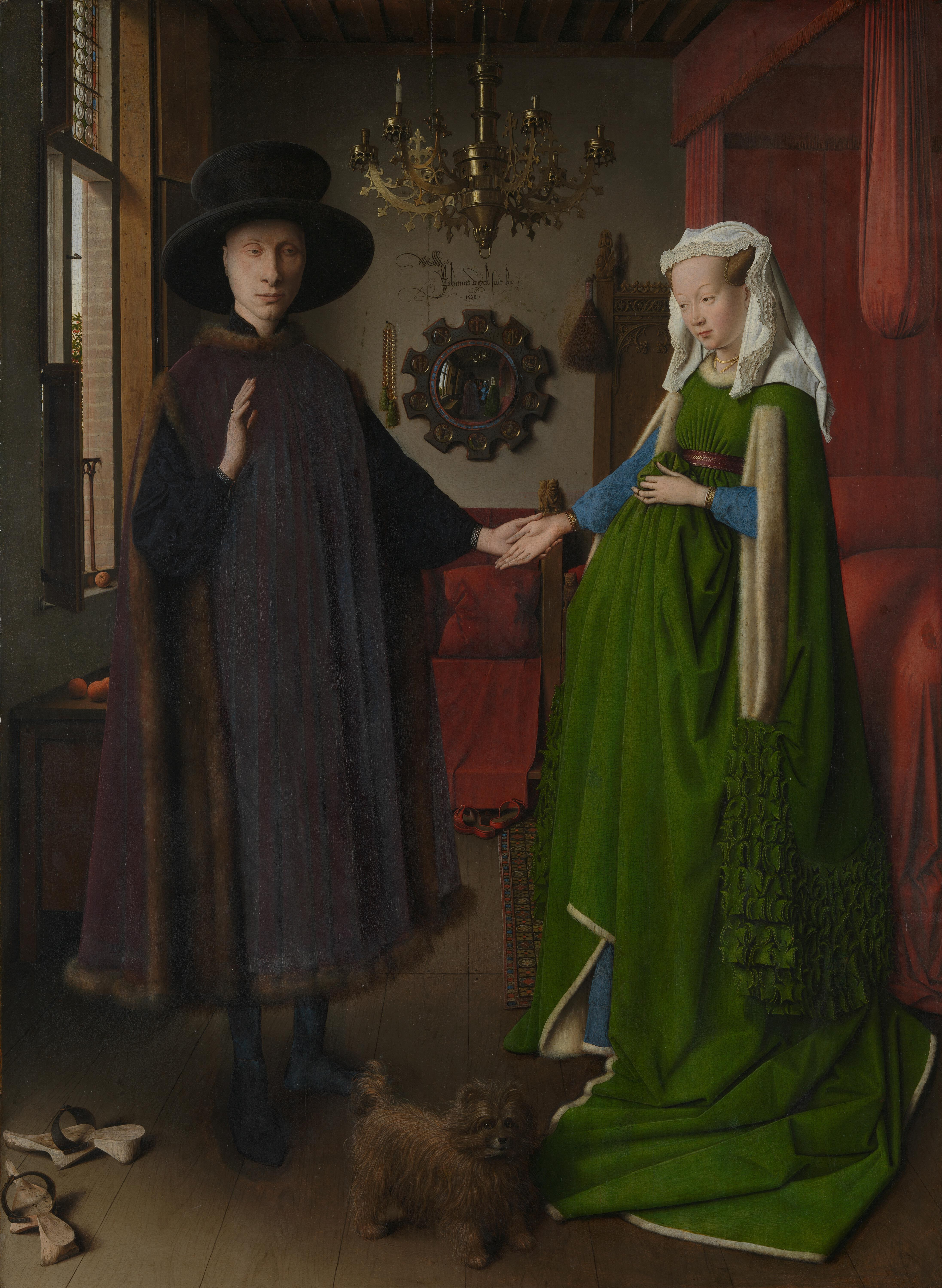
『アルノルフィーニ夫妻像』 ヤン・ファン・エイク,（ナショナル・ギャラリー (ロンドン), 1434年）

北方ルネサンス（ほっぽうルネサンス、蘭: Noordelijke renaissance、英: Northern Renaissance）は、狭義には北ヨーロッパでのルネサンス運動を指し、広義ではイタリア以外でのヨーロッパにおけるルネサンス運動全体を指す美術史用語。
1450年終わりになるまでイタリアでのルネサンス人文主義はイタリア以外のヨーロッパ諸外国にはほとんど影響を及ぼさなかったが、15世紀後半にはルネサンス運動は全ヨーロッパに波及した。その結果、「ドイツ・ルネサンス」、「フランス・ルネサンス」、「イングランド・ルネサンス」、「ネーデルラント・ルネサンス」、「ポーランド・ルネサンス」など、それぞれの国でルネサンスの影響を受けた多種多様な芸術運動が展開された。
フランスではフランス王フランソワ1世がレオナルド・ダ・ヴィンチらイタリアの芸術家を宮廷に迎え、莫大な費用をかけてルネサンス様式の宮殿を造営し、フランス・ルネサンスのきっかけを作った。
15世紀のブルッヘ、16世紀のアントワープのような当時の経済中心都市との交易は、ネーデルラント諸国とイタリア双方にとって、大きな文化的交流をもたらした。しかしネーデルラントでは芸術、特に建築の分野において後期ゴシックの影響が依然として大きく、画家たちがイタリアの絵画を模範としはじめていたのに対し、バロック期になるまで、後期ゴシック建築の様式から抜け出ることはなかった。
一部の地域では政治体制が中央集権だったこともあり、イタリア・ルネサンスの影響をほとんど受けずに独自のルネサンス様式が発展した。イタリアやドイツでは独立都市国家が大きな力を持っていたが、中央ヨーロッパ、西ヨーロッパでは国民国家が出現し始めていた。北方ルネサンスは16世紀の宗教改革と密接に関係している。対国内、対国外ともにプロテスタントとローマ・カトリック教会との長期にわたる対立が、ネーデルラントなどのルネサンス運動に影響を与え続けた。

## 概説

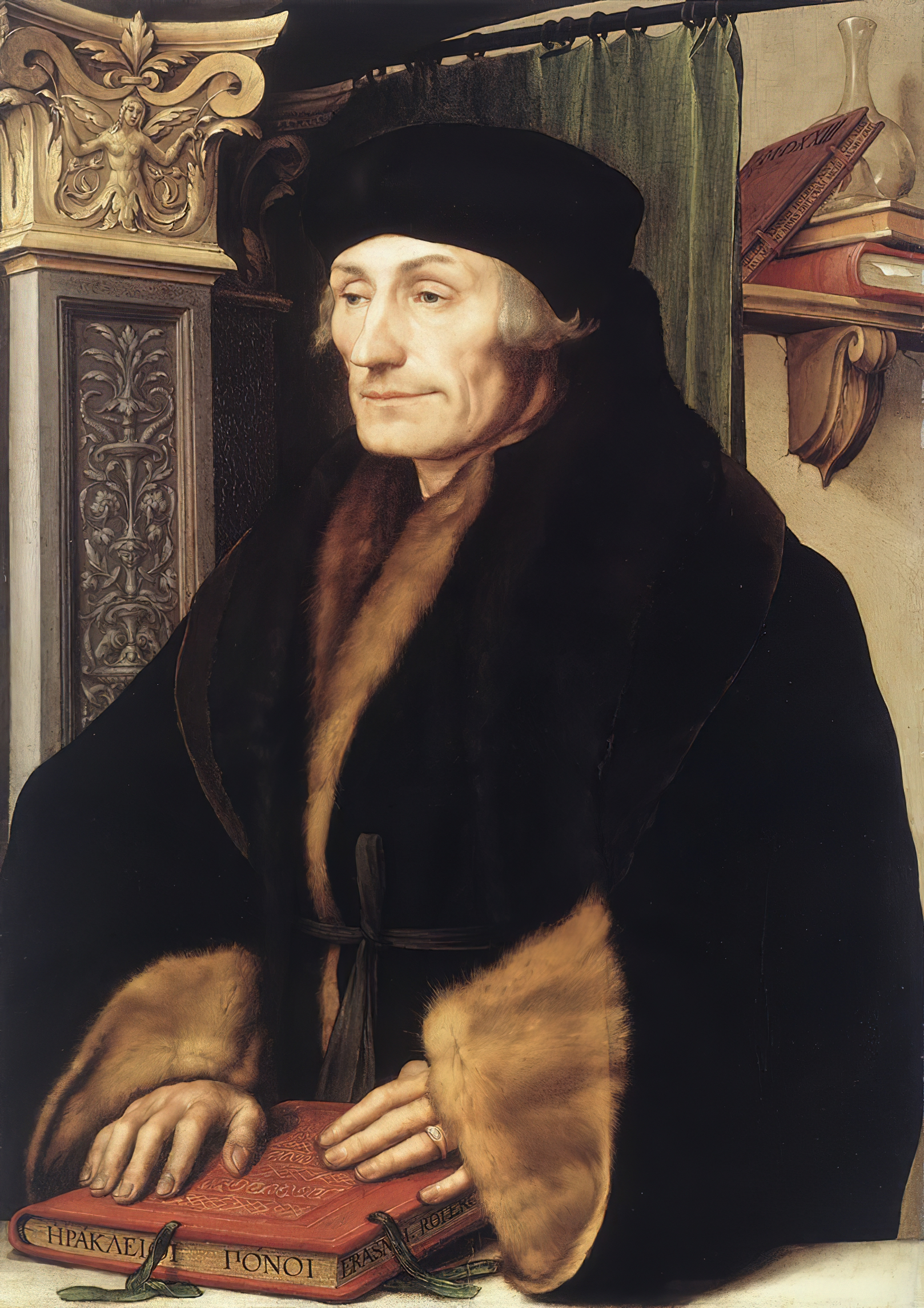
『デジデリウス・エラスムスの肖像』ドイツの画家ハンス・ホルバインの作品（ナショナル・ギャラリー (ロンドン), 1523年）

もともと西ヨーロッパは北イタリアよりも封建制が根強く残っていた。ヨーロッパ経済は過去千年にわたって西ヨーロッパが支配していたが、ルネサンスの始まりと時を同じくして衰退していく。衰退の原因はヨーロッパで大流行したペストの影響もあるが、物々交換貿易から貨幣による貿易への移行、農奴制の解消、封建諸侯による都市国家支配に替わる君主制による国民国家の成立、火薬を用いた火器などの新しい軍事技術による封建的軍隊の無効化、農業技術・手法の進歩による農業生産性の向上など、さまざまな理由が背景にあった。イタリアと同様に、封建制の衰退が西ヨーロッパのルネサンス文化として、文化、社会、そして経済の新しい幕開けとなったといえる。
最終的に西ヨーロッパでのルネサンス運動は、ローマ・カトリック教会の弱体化とともに盛んになっていった。封建制の緩やかな終焉は、司教や修道院などが荘園領主として奉納を受け取る代わりにその荘園の人々を保護するという、長きにわたって続いてきた慣習の陳腐化をも招くことになる。その結果、15世紀初頭には教会に頼らない、信徒たち自身による互助組織なども見られた。
これら多様な社会変革の中でもヒューマニズムの浸透がもっとも重要で、ルネサンス期における美術、音楽、科学の発展の思想的背景となった。例をあげると、ネーデルラント出身の司祭・人文主義者デジデリウス・エラスムスは北ヨーロッパでの人文主義思想の発展に大きく寄与し、古典的人文主義と、当時増加しつつあった各種宗教問題との融合に成果をあげている。1世紀前であれば教会によって禁じられていたであろう芸術上の表現手法が、この時代になって許容され、奨励されることすらあったのである。
ルネサンス様式が短期間で全ヨーロッパに伝播することができたのは、活版印刷技術が発明され、普及していったことも大きい。新しい知識を求める欲求は科学の研究を促進し、政治思想を広め、そして北ヨーロッパでのルネサンス運動の方向性を決定づけた。イタリア同様、活版印刷機の導入は、自国語あるいはギリシア語、ラテン語で書かれた古代の文書や、新しく出版された書物に触れる機会を増大させた。さらに聖書が広く各国語に翻訳されたことが、プロテスタントの宗教改革の要因となったともされている。

## 北方絵画

『十字架降架』初期フランドル派の画家ロヒール・ファン・デル・ウェイデン（プラド美術館, 1435年頃）

ロベルト・カンピン、ヤン・ファン・エイク、ロヒール・ファン・デル・ウェイデンら、初期フランドル派の画家たちの北方写実主義絵画はイタリアでも大きな賞賛を受けた。しかしこれら北方絵画とイタリア絵画との相互に対する影響は15世紀の終わりになるまでほとんどなかった。15世紀にも両地域には頻繁な文化的、芸術的交流があったにもかかわらず、1500年から1530年までのアントワープ・マニエリスム（(en:Antwerp Mannerists)、年代的にはイタリアでのマニエリスムの時期と重なるが、関連性はほとんどない）の芸術家たちが、ネーデルラントで最初にイタリア・ルネサンスの影響を受けた。

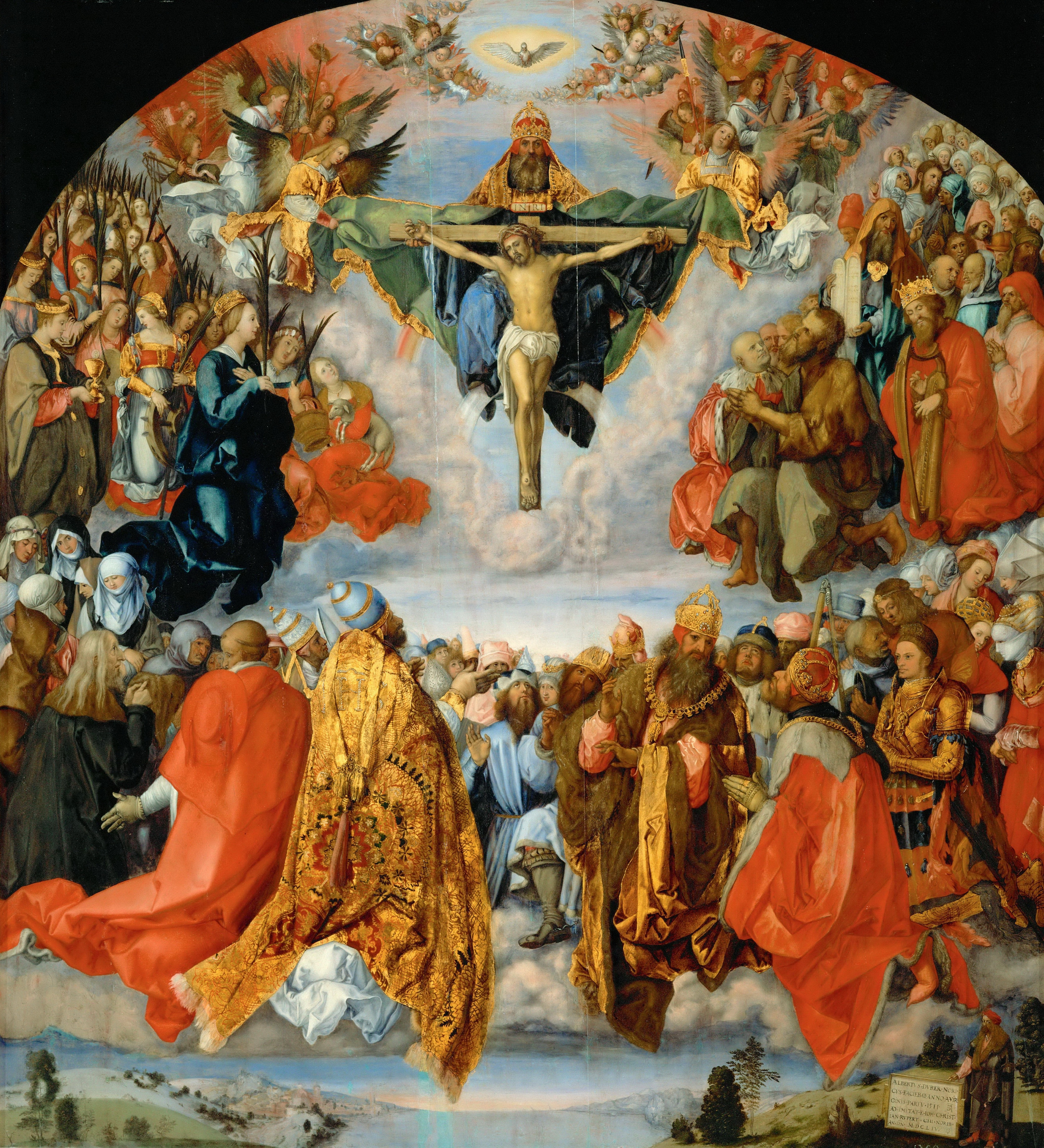
『聖三位一体の礼拝』アルブレヒト・デューラーが二度目のイタリア滞在後に描いた作品（ウィーン美術史美術館, 1511年）

ほぼ同じころドイツ人画家・版画家のアルブレヒト・デューラーがイタリアへ二度旅し、版画の分野で高く評価されている。デューラーはイタリアで見たルネサンス芸術の影響を受けて帰国した。他にイタリア人以外の重要な画家として、ドイツの画家ハンス・ホルバイン (父)、フランスの画家ジャン・フーケなど、当時北方では主流だったゴシック様式の画家たちや、ネーデルラントの画家ヒエロニムス・ボス、ネーデルラントの画家ピーテル・ブリューゲルのように、高度に独自の芸術を展開していた画家たちがイタリア・ルネサンスの影響を受けて発展させたスタイルは、次世代の画家たちにも盛んに模倣されていくことになる。16世紀の北方の絵画家たちはますますローマに注目し、実際にイタリアへ旅することによってルネサンス美術を自身らの芸術に取込むことによってロマニズム（ローマ派 (en:Romanism (painting))）として知られるようになっていった。ミケランジェロやラファエロが活躍した盛期ルネサンス期芸術と、後期ルネサンス期に流行したマニエリスム様式とは、北方の絵画家たちの作品に大きな影響を与えたのである。

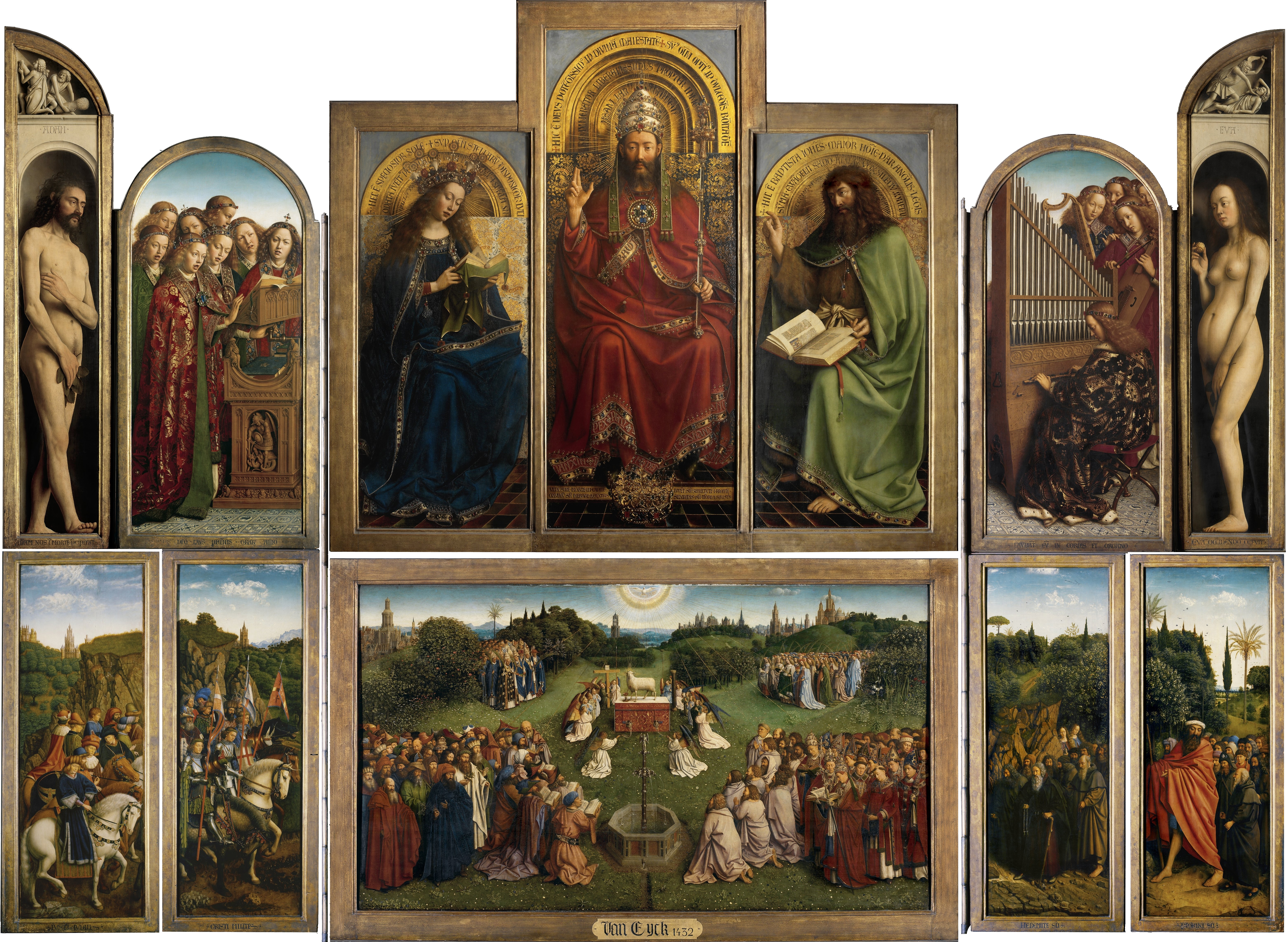
『ヘントの祭壇画』, 初期フランドル派の画家フーベルト・ファン・エイクとヤン・ファン・エイクによる多翼祭壇画（シント・バーフ大聖堂, 1432年）

ルネサンス人文主義と数多くの古代の芸術品は、北方の芸術家たちよりもイタリアの芸術家たちの方にギリシア・ローマ時代の芸術復興というテーマを多くもたらした。15世紀のドイツやネーデルラントの著名な絵画作品には古代芸術の影響は見られず、中世からの伝統的な宗教画が多い。当時の北方芸術でとくに知られるのが祭壇画で、持ち運び可能なものから非常に大きなものまで制作されている。翼を持った祭壇画は教会暦で定められた特定の日ごとに開閉された。16世紀になると北方でもイタリアでも、神話や歴史を題材とした美術品がよく作成されるようになる。しかし北方ルネサンスの画家たちは、さらに新しい題材を求めて風景画や風俗画などにも進出していった。

『ヘレネの陵辱』, フォンテーヌブロー派に属するフランスで活動したイタリア人画家フランチェスコ・プリマティッチオの作品（ボウズ美術館, 1530年 - 1539年）

北ヨーロッパに波及したイタリア・ルネサンスの芸術スタイルは、それぞれの地域性にあわせて変化し、その土地に独自に適応していった。イングランドと北部ネーデルラントでは、宗教改革の影響で宗教絵画がほぼ姿を消している。当時のテューダー朝イングランドには優れた宮廷芸術家がいたが、肖像絵画はごく一部の上流階級に広まっただけだった。フランスでは、イタリアから招かれた後期マニエリスム様式の画家ロッソ・フィオレンティーノらの影響によってフォンテーヌブロー派が成立したが、最終的には伝統的なフランス絵画へと回帰している。16世紀終わりにはハールレムに集ったカレル・ヴァン・マンデルやヘンドリック・ホルツィウスらの芸術家が、フランドル地方に北方ルネサンスに続く「北方マニエリスム」を展開していった。

## 大航海時代
ルネサンス期のもっとも重要な技術革新の一つは、初の本当の外洋船といえるキャラベル船の発明である。この船の存在が、広範な地域への貿易と大西洋横断を可能にした。ブリアン・グレゴリやジョヴァンニ・カボートといった初期のイタリア人船長たちが発見した海上航路が、北部ネーデルランドがヨーロッパ中の貿易の中心地であるという役割を衰退させることになる。代わって富と力の集積地となったのは、さらに西方のスペイン、ポルトガル、フランス、イングランドだった。これらの国々はアフリカ、アジアなど広大な地域を相手に貿易を開始し、アメリカ州は全域にわたって植民地化が進んだ。このヨーロッパ諸国による探検と領土拡張の時代を「大航海時代」という。当時のヨーロッパの権力そしてルネサンス芸術、ルネサンス思想は、この大航海時代に全世界に広まったのである。

## 文献
- オットー・ベネシュ（前川誠郎ほか訳）『北方ルネサンスの美術 : 同時代の精神的知的諸動向に対するその関係』（岩崎美術社、1971）ISBN 4753410161
- 越宏一『デューラーの芸術 ヨーロッパ美術史講義』（岩波書店、2012）ISBN 9784000281850
- ハインリッヒ・ヴェルフリン（永井繁樹ほか訳）『アルブレヒト・デューラーの芸術』（中央公論美術出版、2008）ISBN 9784805505663
- クリスチャン・エック（岡谷公二訳）『グリューネヴァルト：イーゼンハイムの祭壇画』（新潮社、1993）ISBN 4105263013
- 粟津則雄『聖性の絵画：グリューネヴァルトをめぐって』（日本文芸社、1989） ISBN 453704988X
- Susie Nash, Northern Renaissance Art, Oxford UP, 2008. ISBN 9780192842695
- James Snyder, Northern Renaissance Art : Painting, Sculpture, the Graphic Arts from 1350 to 1575, rev. by Larry Silver et al., Prentice Hall, 2005. ISBN 0131505475

画集
- 勝國興編『北方ルネサンス』（『世界美術大全集 西洋編 第14巻』小学館、1995）ISBN 4096010146
- 高橋達史ほか編『北方に花ひらく』（高階秀爾ほか監修『名画への旅』第9巻、講談社、1993）ISBN 4061897799
- 森洋子監修『メトロポリタン美術全集：5 北方ルネサンス』（福武書店、新装版、1991）ISBN 4828815201
- 朝日新聞社編『朝日美術館 西洋編：6 グリューネヴァルト : 北方ルネサンス』（朝日新聞社、1996）ISBN 4022704063